# إل جي إم 118 بيسكيبر
آل جي إم 118 بيسكيبر (بالإنجليزية: LGM-118 Peacekeeper)‏، المعروف أولاً باسم إم إكس أو «الصاروخ إكس» (اسمه في التجارب الصاروخية)، كان صاروخًا باليستيًّا عابرًا للقارات (آي سي بي إم) مغلفًا، وأول آي سي بي إم أمريكي يستخدم نظام التشغيل البارد، مع أنه أكبر من صاروخ إل جي إم 30 إم إم النسخة الثالثة، فقد صُمم إم إكس ليتسع داخل منصات الصواريخ البالستية العابرة للقارات المخصصة لصاروخ (إل جي إم 30 مينيتمان)، النسخة الثالثة المقوى والموجود مسبقًا باعتباره آي سي بي إم يُطلق من المنصات، وبعد ذلك باعتباره آي سي بي إم متنقلا باستخدام طريق السكك الحديدية العسكري لنقل صاروخ بيسكيبر.

## تاريخ
كان من المقرر نشر أول 50 صاروخ عابر للقارات من صواريخ إم إكس وأن تحقق الولايات المتحدة القدرة التشغيلية الأولية الكاملة في بداية سنة 1986 ونهايتها. كان إم إكس بيسكيبر منصة صواريخ بحمولة «إم آي آر في» يمكنها حمل ما يصل إلى 12 مركبة إعادة دخول للغلاف الجوي (تسمح المعاهدة باستخدام 10 فقط)، وكل منها مسلح برأس حربي نووي (دبليو 87) بقوة 300 كيلوطن في مركبة إعادة دخول للغلاف الجوي إم كي.21 (آر في). بدأ نشر أول 50 صاروخ في عام 1986، بعد برنامج تطوير طويل مثير للجدل ترجع جذوره إلى ستينيات القرن العشرين في فترة الجيل الأول من ذلك الصاروخ. بدأ اختباره في عام 1971، وبدأ التطوير الكامل و بعد ثلاث سنوات. أُجري أول اختبار للطيران في عام 1983. شمل هذا الاختبار أيضًا النشر التجريبي الناجح لست مركبات عودة غير فعالة (غير مسلحة)، وأصابت جميعها الأهداف المحددة مسبقًا. في البداية، خُطط لبناء ونشر 100 صاروخ عابر للقارات من طراز إم إكس، ولكن مخاوف الكونغرس والميزانية منعت التحقيق النهائي لذلك.
صُمم إم إكس لزيادة القدرة على البقاء، وضمان قدرات الولايات المتحدة الانتقامية، وإلحاق أضرار جسيمة حتى بعد الهجوم، وذلك من خلال تدمير القدرات السوفييتية على استخدام الضربات الثانوية  وإطلاقها وتوفير ردع قوي. طريقة أخرى لإلقاء نظرة على هذا السيناريو هي أن إم إكس كان سيسمح للولايات المتحدة باستيعاب ضربة رأس (تستهدف القيادة) أو ضربة أولى من قبل أسطول آي سي بي إم للاتحاد السوفييتي الذي يستهدف منصات ذلك النوع من الطراز الأمريكي ومراكز التحكم بالإطلاق (إل سي سي) الخاصة بها، أو استهداف المخابئ التي تحوي الأشخاص المهمين لاستمرار عمل الحكومة (سي أو جي)، ومن ثم القدرة الناجحة على إطلاق هجوم مضاد. لكي يكون الهجوم المضاد فعالاً، وجب على صاروخ إم إكس أن يملك ثلاث خصائص: القدرة على إعادة توجيهه بسرعة، بحيث يستهدف فقط الصواريخ السوفييتية غير المستخدمة والمعروف بقاؤها في منصاتها؛ ونظام استهداف محسّن أو مع خطأ دائري محتمل (سي إي بّي) أصغر، يسمح للرأس الحربي «الصغير» بتدمير إما منصة آي سي بي إم سوفييتية فائقة التحمل، أو أهداف متعددة، عن طريق المزيد من الرؤوس لحمولة «إم آي آر في» التي يمكن وضعها على صاروخ إم إكس باليستي عابر للقارات واحد؛ ونظام توزيع لمنصات الإطلاق بهدف امتلاك عدد كاف من الصواريخ ستنجو من الهجوم لكي يكون الهجوم المضاد فعالًا. من بين الخصائص الثلاثة، ظلت قضية توزيع قواعد منصات الإطلاق مشكلة غير محلولة وموضوعاً لكثير من الانتقادات في أثناء تطوير إم إكس (MX).
بعد نقاش كبير امتد إلى إدارتين، أعلن الرئيس رونالد ريغان في أكتوبر عام 1982 أن 50 صاروخًا من آي سي بي إم المسماة حديثًا ببيسكيبر ستوضع في الخدمة ضمن منصات إطلاق صواريخ إل جي إم 30 مينتمان، وهو حل مؤقت حتى يٌقرر نظام توزيع لقواعد المنصات جديد. خلال نفس الفترة، شاركت الولايات المتحدة والاتحاد السوفييتي في مفاوضات حول معاهدة ستارت 2، والتي سمُح بموجبها لكل صاروخ من آي سي بي إم بحمل رأس حربي واحد فقط. بسبب أن صاروخ مينتمان يمكنه يحمل رأسًا حربيًا واحدًا مقابل أموال أقل بكثير، وافقت الولايات المتحدة على إزالة صواريخ بيسكيبر من قوتها النووية في هذه المعاهدة. مع أن الولايات المتحدة لم توافق على ستارت 2، أُزيلت الصواريخ، وأُخرج آخر صاروخ من الخدمة في 19 سبتمبر عام 2005. نُقلت رؤوسها الحربية المتقدمة دبليو 87 إلى صواريخ مينتمان الثالث.
طورت شركة الإطلاق الخاصة أوربيتال ساينسيز نظام ميناتور الرابع، وهو نظام إطلاق مدني مستهلك من أربعة مراحل يستخدم عناصر قديمة من صاروخ بيسكيبر.

## التطوير والنشر

### مينتمان
بدأ نشر آي سي بي إم مينتمان في عام 1962، وذلك خلال الحرب الباردة، ونُفذ النشر بسرعة. كان الصاروخ بدقة محدودة، وبخطأ دائري محتمل (سي إي بّي) من0.6 إلى 0.8 ميل بحري تقريبًا، وبرأس حربي صغير أقل من 1 ميغاطن، ما يعني أن النظام غير قادر على مهاجمة أهداف محصنة مثل منصات الصواريخ. أدى هذا إلى اقتصار استخدام هذه النماذج المبكرة على الهجمات على الأهداف الاستراتيجية مثل المدن والموانئ، وكان النظام يملك قدرة ضئيلة أو معدومة كسلاح مضاد. اعتمد سلاح الجو على قاذفاته المأهولة ليكون سلاحًا أساسيًا لمهاجمة الأهداف المحصنة، ورأى أن آي سي بي إم عامل ردع للنجاة من هجوم على أسطول القاذفات.
عندما تولت إدارة كينيدي السلطة، كُلف روبرت ماكنامارا، وزير الدفاع الجديد، بالمهمة التي بدت مستحيلة، وهي جعل الجيش الأمريكي الأقوى في العالم مع تقليل نفقاته في نفس الوقت. حل هذه المشكلة في النهاية عن طريق التقليل الكبير من الاعتماد على القاذفة ونقل دورها إلى صواريخ مينتمان. مع مرور الوقت، أدت التحسينات على الصواريخ السوفييتية، الحقيقية منها أو التي تخيلها الأمريكيون، إلى اقتراح المسؤولين الأمريكيين سيناريو مقلقًا، وهو توجيه الضربة الأولى من قبل السوفييت بعدد محدود من الرؤوس النووية التي تستهدف ملاجئ التحكم لصواريخ مينتمان التي يمكنها شل أسطول آي سي بي إم الأمريكي. في ذلك الوقت، لم يكن باستطاعة السوفييت إلا شنّ هجوم محدود؛ كانت صواريخهم محدودة الدقة، لذا يمكنهم فقط استخدام عدد قليل من صواريخهم التي تحمل رؤوسًا نووية كبيرة جدًا (مجال قوتها يصل إلى عدة ميغاطن). كان لديهم ما يكفي فقط من تلك الصواريخ للقيام بهجوم مدمر، ولكن ليس حاسمًا، على الأسطول الأمريكي. بحلول أبريل عام 1964، كان لدى الولايات المتحدة آي سي بي إم في حالة تأهب نشط أكثر من القاذفات الاستراتيجية، ما أدى إلى تفاقم هذا القلق.
كان أسطول آي سي بي إم الأمريكي موجه في المقام الأول ضد المدن، واستغرق إعادة توجيهه وقتًا طويلًا. في حالة إطلاق صاروخ سوفييتي، واجهت الولايات المتحدة قرارًا صعبًا بشأن ما إذا كانت ستطلق صواريخها على الفور أو ستنتظر لتحديد أهداف الصواريخ السوفييتية. ربما يعني الإطلاق المبكر ضرب أهداف مدنية (قيمة معادلة) بينما يكون السوفييت قد استهدفوا المنشآت العسكرية فقط، وهو أمر اعتبره السياسيون الأمريكيون مشكلة خطيرة (جزء من عقيدة الرد المرن). على العكس من ذلك، قد يعني انتظار إطلاق النار فقدان أسطول آي سي بي إم. ولكن، سارعت البحرية الأمريكية بالإشارة إلى أن شبحية أسطول بولاريس وحركيته ستحافظان على قوة القيمة المعادلة.